# 로버트 홀코트
로버트 홀코트(Robert Holcot, 1290년 경 ~ 1349년)는 잉글랜드의 도미니코회 스콜라주의 철학자, 신학자, 영향력있는 성서학자이다.
노샘프턴셔주 홀코트에서 태어났다. 오컴의 윌리엄의 추종자인 그의 별명은 "강하고 지침이 없는 박사"를 뜻하는 Doctor firmus et indefatigabilis였다. 앞으로 있을 불확실한 사건들의 신의 지식에 관한 논쟁인 시맨틱스에 중요한 기여를 했다. (더 일반적으로는 운명예정설, 은혜, 가치에 관한 논의, 철학신학)
홀코트의 현대적 관심은 제한적이다. 그러나 중세 후기에 미친 그의 영향력은 대단했다.
홀코트는 1349년 흑사병으로 사망했다.

## 같이 보기
- 헤르메스주의